# 순천왜성

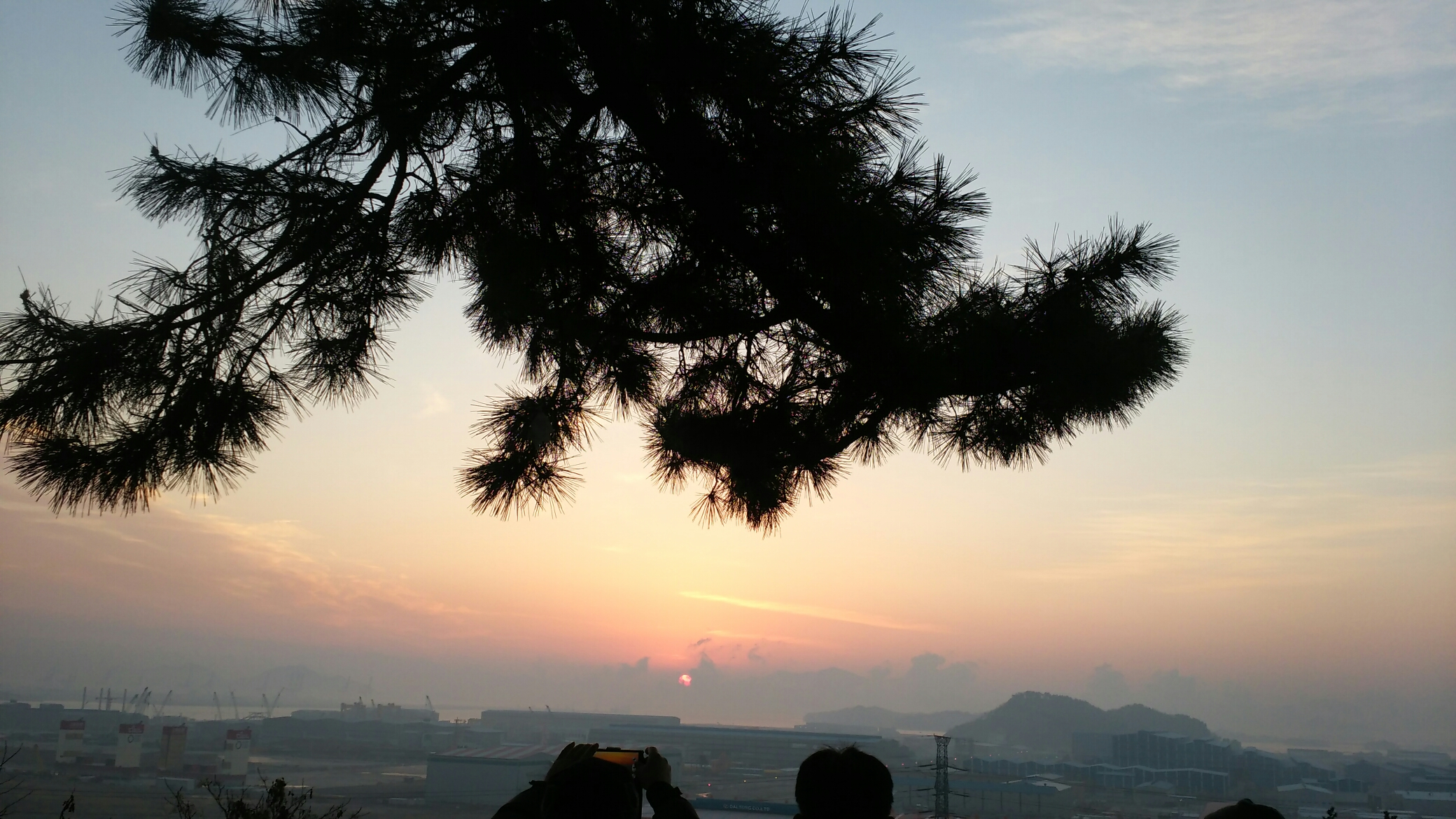
2017년 1월 1일 순천왜성에서 해돋이를 보는 사람들

순천왜성(順天倭城)은 대한민국 전라남도 순천시 해룡면 신성리에 있는 정유재란 때 일본군이 쌓은 일본식 성곽(왜성)이다. 왜교성(倭橋城)이라고도 불린다. 1963년 1월 21일 대한민국의 사적 제49호 승주신성리성으로 지정되었다가, 일제지정문화재 재평가 관련, 등급조정키로 함에 따라 1997년 1월 1일자로 사적 지정이 해제되었고, 1999년 2월 26일 전라남도의 기념물 제171호로 재지정되었다.

## 개요
정유재란때 고니시 유키나가, 우키타 히데이에, 도도 다카토라에 의해 축조되었으며 축성 후 고니시 유키나가가 1만 3천 7백명의 병력으로 주둔하였던 곳이다. 조명연합군과 두 차례에 걸쳐 최후·최대의 격전을 벌인 곳이기도 하다.

## 현지 안내문
전라남도 순천시 해룡면 신성리에 있는 낮은 구릉지대에 내·외성 2중으로 돌로 쌓아 만든 성이다. 1597년 정유재란 때 왜장 소서행이 일본군의 호남 공격을 위한 전진기지 겸 최후 방어기지로 삼기 위하여 쌓은 왜성이다.
순천왜성은 왜교 또는 예교(曳橋)라 하며 일본사람들은 순천성이라 부르고 있고, 1997년 1월 1일 국가 사적 제49호에서 해제되기 전까지는 ‘승주 신성리성’으로 불려왔다.
성벽은 외성 3첩과 내성 3첩으로 쌓았는데 내성만 그 흔적이 분명하고 외성은 분명치 않으며, 성 주위에는 연못을 둘러 판 흔적이 남아 있다.
이 성은 1598년 조선과 명나라의 연합군과 소서행장이 이끄는 왜군 사이에 최대의 결전이 벌어진 곳이며, 충무공 이순신 장군이 소서행장을 노량 앞바다로 유인하여 대승을 거둔 유서깊은 곳이기도 하다.

### 전남대학교 박물관
전남대학교 박물관에서 조사하였다. 문지 2개 소, 건물지 1동, 해자 2개 소(1개 소는 주황), 천수대 동편 성벽, 본성 북단 평탄면 등을 조사하였다.
이 중 본성과 외성 사이에서 확인된 해자는 최소 너비 23m, 최대 깊이 4.7m이다.

## 역사

### 축성
도요토미 히데요시가 요구한 무리한 강화조건으로 임진왜란 강화교섭이 결렬되면서, 도요토미 히데요시는 제2차 조선침략(정유재란)에 착수하였다. 일본군 총대장으로 임명된 고바야카와 히데아키(小早川秀秋)는 일본군을 좌, 우 2개군과 수군으로 편성하여 우키타 히데이에(宇喜多秀家)와 모리 히데모토(毛利秀元)가 이를 지휘하도록 하였다. 우키타 히데이에 지휘하의 좌군(左軍)은 고성 - 사천 - 하동을 거쳐 남원성을 공격하여 8월 16일에 함락시키고, 전주성에 무혈 입성하였고, 모리 히데모토(毛利秀元) 지휘하의 우군(右軍)도 황석산성을 함락시킨뒤 전주에 들어와 좌군(左軍)과 합류하였다. 전라도 진출에 성공한 일본군은 전주에서 다시 좌우군의 역할을 재조정하여, 우군(右軍)은 계속 북진하여 충청도 지방을 점령하고 좌군(左軍)은 전라도 점령을 고착시키기로 하였다. 하지만 충청도로 북상하던 우군(右軍) 구로다 나가마사(黑田長政) 휘하의 일본군은 1597년 9월 초 직산 부근에서 벌어진 전투에서 패배하였고, 패배한 일본군은 9월 중순 이후 전라도와 경상도 남해안 지역으로 남하하여 분산하여 주둔하며, 여기에서 각 지역의 요충지를 택하여 새로운 성을 쌓기 시작한 그들은 대체로 연말 이전에 순천 왜교 등에에 축성을 완료하였다. 이것은 직산패전 이후 내륙지역에 침략군이 확보되지 못한 상황에서, 본국과 가까운 지역, 즉 병참 보급선이 원활한 지역에 군사력을 집중하였다가 다시 북상 기회를 노리기 위한 것이었다. 그리고 왜교성에 고니시 유키나가(小西行長) 휘하의 주력대군을 배치한 것은 이 성이 그만큼 호남공략의 중요한 거점이었음을 말해준다. 아울러 순천왜성에서 남해왜성(南海倭城) ~ 사천왜성(泗川倭城) ~ 고성왜성(固城倭城) ~ 창원왜성(昌原倭城) ~ 양산왜성(梁山倭城) ~ 울산왜성(蔚山倭城)으로 이어지는 상호협력체제가 구축되어 있었음을 보여준다.
순천왜성의 정확한 축성시기는 알 수 없다. 그러나 「난중잡록」 정유년 9월 초하루 기사에 "행장 등 적이 구례를 거쳐 순천으로 향하여 왜교에 결진하여 성을 쌓고 막사를 지었다." 3번째기사고 한 것과 그 해 12월 초에 고니시 유키나가가 우키타 히데이에(宇喜多秀家)와 도도 다카토라(藤堂高虎) 앞으로 축성완료 서장을 보낸 것으로 보아 대체적인 것을 알 수 있다. 즉, 1597년 9월부터 11월 말까지 약 3개월간에 걸쳐 쌓은 것이며, 축성을 담당한 장수는 고니시 유키나가이다. 그런데 지금까지 우키타 히데이에(宇喜多秀家)와 도도 다카토라(藤堂高虎)가 순천왜성을 축성한 것으로 알려져 있다. 1922년 일본군 참모본부가 편찬한 「일본전사조선역(日本戰史朝鮮役)」(405쪽, 순천성전투 내용)에 위의 두 장수가 순천성을 구축했다고 기술한 데서 비롯된 것으로 짐작된다. 또한 일반에게 많이 읽힌 이형석의 「임진전란사」에서도 순천왜성을 쌓은 장수가 위의 두 인물인 것으로 기술되어 있다.
지금은 찾아볼 수 없지만 당시에는 검단산성의 육지부를 파내고 바닷물을 끌어들여 해자를 만들고 다리를 놓아 낮에는 다리로 다니고, 밤이면 다리를 끊어 들였다. 임진왜란 당시 순천왜성을 조·명연합군에 의해 불러지던 왜교(倭橋), 왜교성(倭橋城), 예교성(曳橋城), 예교(曳橋)라는 명칭은 여기서 유래된 것이다.

### 임진왜란이후
조선 중기 광해군때 이수광이 순천부사로 있을 당시 그 이름이 좋지 않다 하여 망해대(望海臺)라는 새로운 명칭으로 부르도록 했다. 임진왜란이 끝나고 약 100년 후 신성리로 주민들이 이주를 해왔는데, 왜교성 전투에서 죽은 왜인의 악귀가 마을에 나타나기 시작하여 주민들을 불안해하였다. 이에 따라 주민들은 1697년경 충무사(忠武祠)를 짓고 충무공 이순신의 위패를 봉안하였다.

### 문화재 지정
일제강점기 당시 왜성은 1938년 조선 고적명승천연기념물 보존령(1934년 제정)에 의거하여 사적으로 지정되어 오다가 해방 이후 문화재 보호법에 의하여 1963년 1월 21일 국가지정문화재인 사적 제 49호 「승주 신성리성」(昇州 新城里城)으로 지정되었다. 그 후 1996년 문화재관리국(지금의 문화재청) 산하 중앙문화재위원회에 의해 일제강점기에 일제가 지정한 문화재 재평가에 의해 1997년 1월 1일에 국가지정문화재에서 해제하면서 이 성을 왜성임을 명기토록 하면서 도지정문화재 지정권고를 하였다. 그 뒤 순천시는 같은 해 3월 4일에 왜성을 지방문화재로 지정해 줄 것을 건의하면서 지정면적을 내성으로만 한정하여 총 37,858평(125,143m2)만 신청하였고, 유적의 실재여부가 확인되지 않고 주민들의 민원과 주변의 공단건설 등으로 인해 내성(內城) 일대를 도지정 문화재로 지정할 것을 추진하여 축소 신청하였다. 1997년 6월 문화재위원회 심의결과 원래 지정구역이었으나 제외된 외성지역의 유구확인조사를 거치도록 하여 문화재관리국에서 허가를 받아 순천대박물관에서 발굴조사를 실시하여 조사구간의 유적은 훼손이 심하나 주변에서는 일부 유구를 확인했다. 그리하여, 처음 순천시에서 지정 신청했던 내성과 입구의 해자·왜교 부분을 포함하는 총 18만 8428m2를 국가사적이었다는 점과 역사적·학술적 가치와 보존상태 등을 감안하여 1999년 2월 26일 전라남도기념물 제171호 「순천왜성」으로 지정되어 오늘에 이른다.

## 구조

### 기본 배치

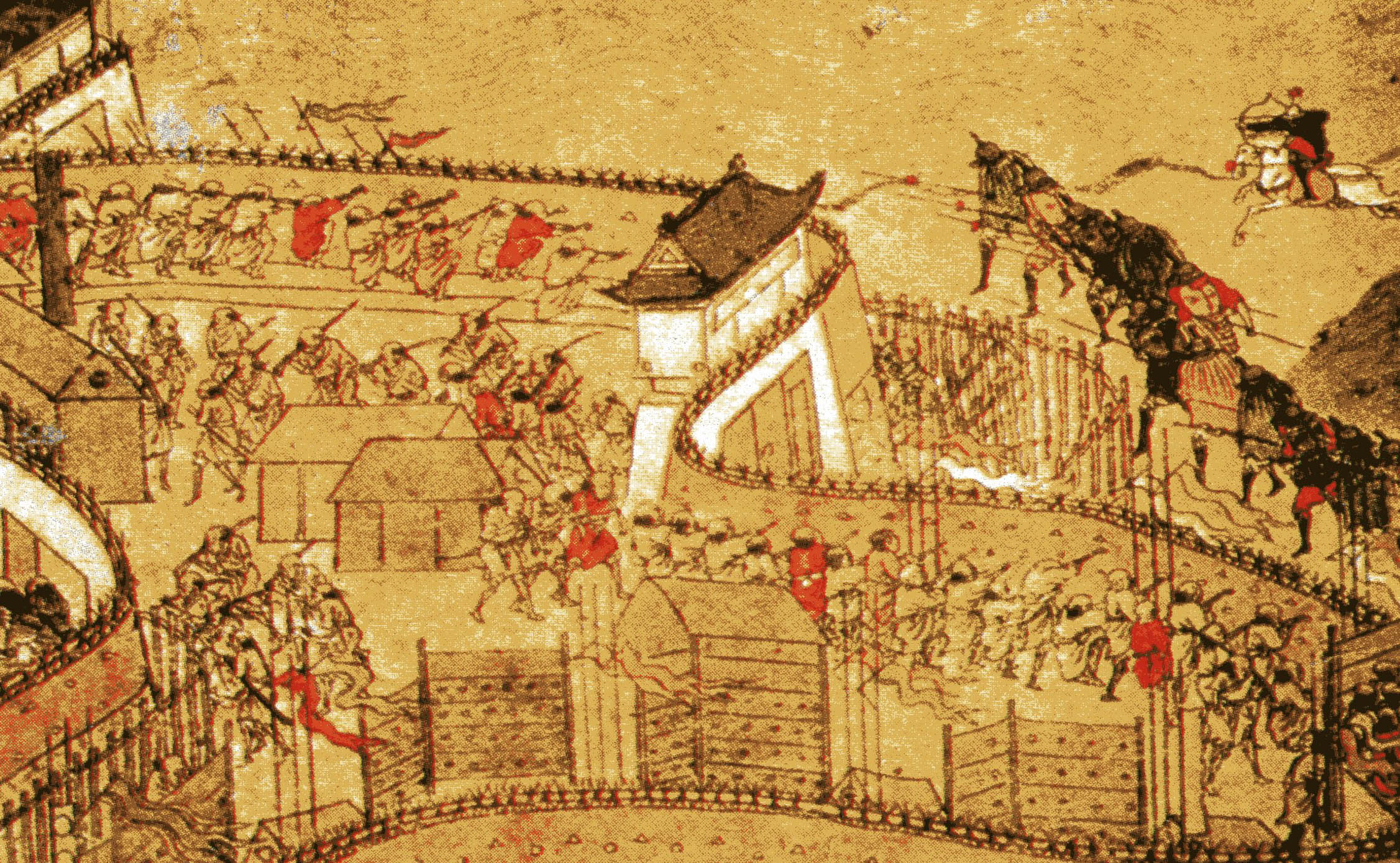
정왜기공도 일부분

순천왜성의 구역은 혼마루(本丸), 니노마루(二の丸), 산노마루(三の丸)로 구성된 본성과 본성을 육지쪽으로 공격으로부터 보호하기위한 3겹의 외곽성으로 구분할 수 있다. 본성은 석벽으로 그 안에 1만 3천 7백명의 일본군이 있었으며, 천수대 등의 각종 시설이 있었다. 외곽성은 석벽과 성루가 혼용되고 있으며 축대형식으로 쌓았다. 대체로 선형에 가까운 모습이나 고구치(虎口) 부분은 ㄱ자형으로 꺾인 형태이다.
이렇게 보면 순천왜성의 구역은 바다에 면한 본성을 중심으로 외곽부를 3겹으로 돌린 제곽식(梯郭式)으로, 해안에서 급경사를 이루었고, 육지로부터는 3겹의 외곽을 돌려 방어적 기능에 완벽을 기하고자 노력하였음을 알 수 있다.
천수대가 있는 중심구역에는 석벽이 아직도 잘 보존되어 있고, 방어를 중심으로 구축하였기 때문에 지형을 고묘하게 이용하여 상당히 복잡한 형상과 배치를 하고 있다. 한겹으로 쌓여지고 타원형 형태인 혼마루를 중심으로 여러겹으로 중첩되어 제1방어선이 무너지면 제2, 제3방어선에서 방어 할 수 있도록 하였으며 성곽은 대부분 직선으로 하여 많은 부분이 꺾임과 치성인 요코야가카리(일본어: 橫矢 횡시[*])를 두고 있으며, 2중문의 형태인 마스가타 고구치(枡形虎口)도 서로 근접시켜 방어력을 극대화하였다.
동남쪽은 급경사로 바다(광양만)와 접하여 있어 그렇게 많은 유구가 남아 있지 않으나 섬호집에 목책을 두 겹으로 둘렸다는 기록이 있다.
본성과 외곽성과는 인위적으로 넓은 해자를 설치하여 바닷물을 끌어 유입함으로써 본성을 섬처럼 요새화하였고, 다리를 만들어 출입하도록 하였다.

### 천수

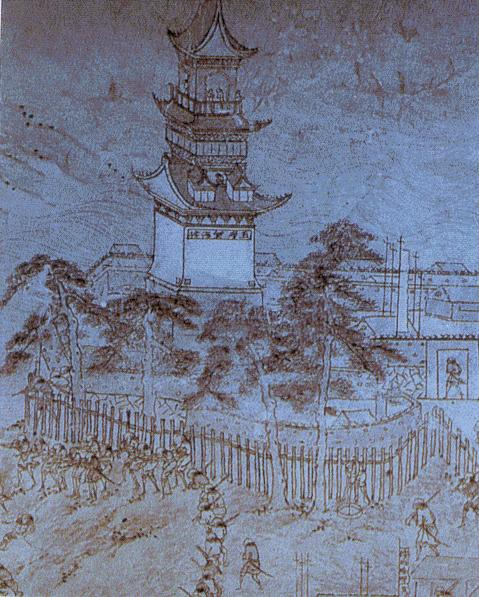
순천왜성 천수각

순천왜성의 천수는 쓰키 망루(付櫓)를 포함하고 있는 복합식 천수로써, 평면의 크기는 약 18m X 14m 이고 높이는 6m 정도이다. 정왜기공도권에는 이 천수 위에 「오층망해루(五層望海樓)」라는 글씨와 건물이 그려져 있어 천수각이 존재했다는 것을 알 수 있으나 현재 천수대만이 남아있다.
현재 왜성의 거의 대부분에는 천수대를 중심으로 많은 기와편이 산재하여 있고 이 와편이 천수지붕에 이어졌을 것으로 추정되며 기와도 가지각색으로 빨강, 다갈색, 검은색 등 다양한 와편이 발견된다. 이 기와는 짧은 축성기간으로 보아 인근 사찰 등에서 약탈하여 사용하였던 것으로 보이며 약탈장소와 운반과정 등은 밝힐 수 없다. 천수대 주변에 산재한 와편 중에는 그때 당시 흔적인지는 알 수 없으나 아직도 검게 그을린 흔적이 남아 있어 소실되었던 것으로 추정된다.
천수대는 부산왜성, 웅천왜성, 서생포왜성, 죽도왜성, 사천선진리성 등에서도 나타난다. 그러나 이들 대부분의 왜성에서 천수대의 위치가 혼마루의 모서리에 위치하나 순천왜성의 천수대는 주 구루와 내부의 북쪽 중앙에 덴슈마루가 독립되어 위치하고 있다. 마치 길다란 배의 조타석 위치처럼 북쪽에 자리한다.
순천왜성에서 천수대를 이 위치에 선정한 이유는 천수대 아래가 커다란 암반이고, 주변을 멀리 조망할 야구라가 필요하였으며, 장대로써 권위적인 모습이 필요하였다고 생각된다.

### 고구치(虎口)
순천왜성에 현재 남아 있는 고구치(虎口)는 6개소로 외곽성에 3개소, 본성에 3개소가 남아있다. 왜성은 일반적으로 여러 겹으로 축성되어 있기 때문에 고구치가 여러 개일 수밖에 없다. 고구치a를 제외한 모든 고구치는 평면상 굴절되어 껶인 호구로 적의 적진공격을 효과적을 효과적으로 방어하기 위한 평면배치이다. 고구치b는 육축 부분에서 문의 넓이가 넓어 방어보다는 공격형태를 취하고 있다. 즉 마스가타 고구치(枡形虎口)가 설치된 모든 고구치의 출입방향이 ┌┘형태를 취하고 있어 의도적임을 알 수 있으며, 방어의 방향, 무기사용에 따른 공격에 유리한 배치로 볼 수 있다.

## 같이 보기
- 왜교성 전투
- 왜성 (건축)

## 참고 자료
- 순천왜성 - 국가유산청 국가유산포털